# 83 (število)
83 (tríinósemdeset) je naravno število, za katero velja velja 83 = 82 + 1 = 84 - 1.

## V matematiki
- četrto praštevilo, ki ni Higgsovo praštevilo za eksponent 2.
- sedmo varno praštevilo.
- deveto praštevilo Germainove.
- najmanjše število n, za katero ima enačba x - φ(x) = n natanko 9 rešitev. Rešitve enačbe so: 395, 803, 923, 1139, 1403, 1643, 1739, 1763, 6889.
- Gaussovo praštevilo brez imaginarnega ali realnega dela oblike {\displaystyle 4n+3}.
- Eisensteinovo praštevilo brez imaginarnega ali realnega dela oblike {\displaystyle 3n-1}.

## V znanosti
- vrstno število 83 ima bizmut (Bi).

## Drugo

### Leta
- 483 pr. n. št., 383 pr. n. št., 283 pr. n. št., 183 pr. n. št., 83 pr. n. št.
- 83, 183, 283, 383, 483, 583, 683, 783, 883, 983, 1083, 1183, 1283, 1383, 1483, 1583, 1683, 1883, 1883, 1983, 2083, 2183